# 产褥热
產褥熱（puerperal fever）也稱為產後感染（postpartum infections）、产褥感染（Puerperal infections）或产褥期发热，是在分娩、流產或是墮胎後，產道的細菌性感染。其症狀一般會包括發燒超過38.0 °C（100.4 °F）、寒顫、下腹痛，阴道分泌物可能會有異味。一般會在分娩後的24小時內出現，會持續十天。
最常見的感染是在子宮及周圍組織的感染，稱為产后败血症（puerperal sepsis）或產後子宮炎（postpartum metritis）。危險因子包括剖腹产、陰道中有B型鏈球菌之類的菌種、早期羊膜囊破裂、滯產等原因。感染原因可能是病原體透過未經消毒的手術工具，侵入生殖器官，若是醫護人員在未經消毒的情況替產婦進行分娩，或是產婦分娩後破水太久，也會造成感染。大部份的感染會和許多不同種類的細菌有關。對血液或陰道進行微生物培養對診斷的幫助不大。對經驗性治療反應不佳的患者，可以使用醫學影像輔助。其他分娩後發燒的原因有乳房腫大、泌尿道感染、腹壁切口或會陰切開術傷口的感染，以及肺不張，也可能是乳腺炎或支氣管炎（產婦分娩時進行麻醉的副作用）。
由於剖宮产會增加产褥热的風險，一般建議進行剖宮产的產婦在手術前給予預防性的抗生素（像是氨苄青黴素）治療。若有感染，也是接受抗生素治療，大部份會在二至三天內改善。症狀輕微的會用口服的抗生素，較嚴重者則會以靜脈注射給予抗生素。若是陰道分娩，會用氨苄青黴素及庆大霉素治療，若是剖宮产則會用克林黴素及庆大霉素治療。若治療後病情仍未改善，則需考慮如膿瘍之類的併發症。
2015年，約有1180萬位產婦發生产褥热。已開發國家中，陰道分娩的產婦約有1%至2%感染產褥熱，若是較困難的分娩方式，感染產褥熱的比例會到5%至13%。若是剖宮产又沒有使用預防性的抗生素，感染比例會到50%。2015年，死於此病的婦女約有17,900人，較1990年的34,000少了許多。產褥熱佔了周產期死亡案例的10%左右。第一筆產褥熱的記錄至少可追溯到西元前5世紀希波克拉底的記載。從至少18世紀開始，產褥熱一直都是產婦在醫院分娩時非常常見的死因，一直到1930年代開始使用抗生素後才改善。1847年時，匈牙利醫生伊格納茲·塞麥爾維斯推動醫師在接生前用次氯酸钙水溶液洗手，一度將產褥熱的比例從20%降低到2%。

## 醫學定義
目前正式醫學術語不會用「產褥熱」的說法，醫學界會以產婦感染的部位，或者是感染的嚴重程度命名：
- 以產婦產婦感染的部位命名：子宮內膜炎、子宮靜脈炎、腹膜炎
- 以感染的嚴重程度命名：細菌感染（身體內部相當數量細菌，進入血液）、敗血症（身體內部細菌進入血液，在血液內不受控制繁殖，並產生毒素）

若果孕婦出現以下癥狀，有可能患上產褥熱，會作進一步確診，確定感染部位及嚴重程度：
- ICD-10 定義：孕婦在產後或流產當日計算，十日內持續二十四小時體溫逾攝氏38度（華氏100.4度）
- USJCMW 定義：在產後十日內，其中有兩日口腔溫度逾攝氏38度（華氏100.4度）[12]

## 感染率
在十八至十九世紀時期的歐洲，平均每一千宗分娩個案，就有六至九宗產褥熱個案，當中有二至三宗因患上腹膜炎或敗血症而喪生。
根據一個粗略統計，當時歐洲適齡婦女喪生的主因是肺結核（tuberculosis），而產褥熱則是第二號殺手，有一半患者最終都逃不過鬼門關。如果只計算英格蘭和威爾斯地區，在十八世紀至十九世紀期間，產褥熱的死亡個案就達到25萬至50萬宗。
至於現代美國的產褥熱個案，大約佔總分娩個案的百分之一至八，而每十萬宗分娩個案當中，會有十三宗個案有機會在分娩期間亡故，其中平均只有三宗個案因產褥熱喪生。據研究顯示，剖腹生產會顯著增加產婦患上產褥熱的風險:100。
另一方面，從1985年至2005年這二十年間，英國每十萬宗分娩個案，就有0.45至0.85宗個案因生殖道敗血症而喪生。

## 致病源
目前絕大部分子宮內膜發炎個案，主要致病源是金黃葡萄球菌（Staphylococcus aureus） ，以及鏈球菌屬（Streptococcus spp），而大多數嚴重溶血性鏈球菌感染個案的元凶，都是一型鏈球菌所致（Group A Streptococci，簡稱GAS，特指化膿性鏈球菌Streptococcus pyogenes）。至於其他類型鏈球菌（Group B，C，D and G Streptococci）一樣會對產婦造成感染，其中二型鏈球菌（Group B Streptococci，簡稱GBS，特指無乳鏈球菌Streptococcus agalactiae）感染症狀較一型鏈球菌輕微。
除了以上兩種引致產褥熱的致病源外，還有其他致病源，按流行性順序排列分別是：葡萄球菌（staphylococci）、大腸桿菌（coliform bacteria）、厭氧菌、衣原體（Chlamydia）、支原體（Mycoplasma），以及比較罕有的魏氏梭狀芽胞桿菌（Clostridium welchii）。
一型鏈球菌（GAS）有數個品種，有些品種主要在常溫繁殖，通常只會感染患者局部皮膚。至於另一些品種如化膿性鏈球菌（Streptococcus pyogenes），感染該菌的個案以冬季最普遍，通常在患者咽喉繁殖，並可造成嚴重感染，但罕有在陰道菌群發現。因此可以相信感染化膿性鏈球菌，從而導致「產后溶血性感染」的產褥熱個案，致病源頭有可能來自其他病患者及護理人員:104-105。
感染二型鏈球菌（GBS，例如Streptococcus agalactiae）可令新生兒和老年人患上肺炎和腦膜炎，有時也會導致敗血症。另一方面，二型鏈球菌通常也會寄生在女性陰道內，產生酸性環境，抑制其它細菌，但是二型鏈球菌的某些品種會感染陰道，增加羊膜過早破裂的風險，使胎兒流產。美國婦產科學會、美國兒科醫生學會及美國疾病控制與預防中心（CDC, Centers for Disease Control and Prevention）都建議所有孕婦在懷孕35至37周期間進行身體檢查，檢查是否帶有二型鏈球菌。

## 产褥热病因的发现过程

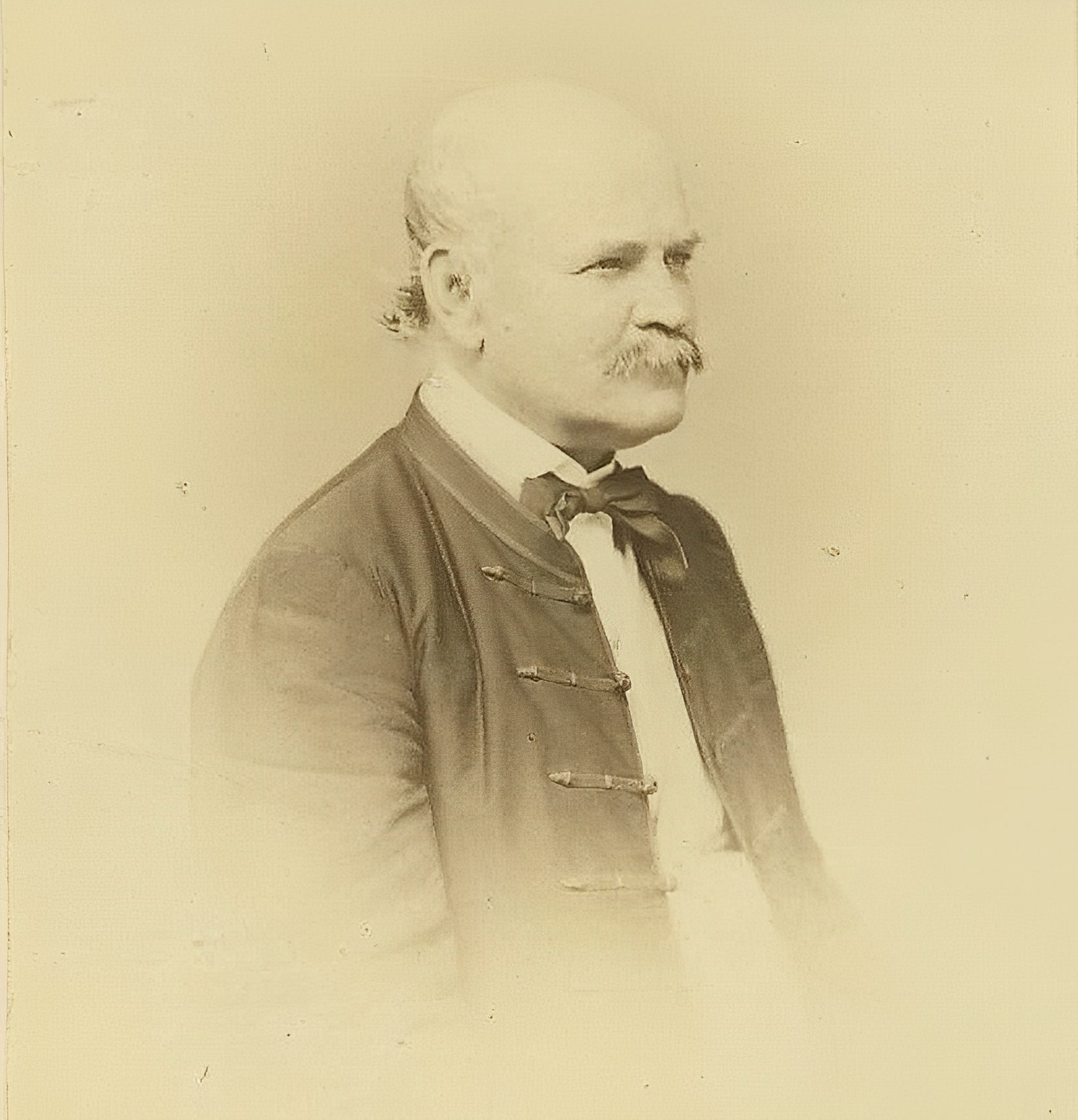
匈牙利醫生伊格纳兹.塞麥尔维斯，被世人尊称为「母亲们的救星」，首先在醫院中應用消毒方法，以幫助孕婦減低患上產褥熱的風險。

十六世紀至十八世紀中期的歐洲医院，对一个产妇來說恐怕是个十分危险的地方，當時產婦在醫院分娩的死亡率逹百分之二十至二十五，而不時爆發的間歇性流行病，更可令孕婦分娩的死亡率逹百分之百 。首宗記載的產褥熱病例，出現在公元1646年的巴黎主宮醫院（Hôtel-Dieu de Paris）。
當時一個身體健康的產婦生下健康的嬰兒後，在幾個小時内出現脉搏加快、高热、腹部肿胀、气味难闻等病徵，最後因患上产褥热而死亡，致病原因未明。不過令人奇怪的是，在家中分娩的產婦则很少有产褥热，一般来说產婦前往医院途中，即使在路边或小巷分娩，也要比抵达医院后分娩安全。
以下是產婦在家中分娩與醫院分娩死亡率之間的比較：
|                      | 家中分娩死亡率 （每一萬人） | 医院分娩死亡率 （每一萬人） |
| 现代美国             | 1人                         | 少於1人                     |
| 19世纪中叶的伦敦     | 10人                        | 600人                       |
| 19世纪中叶的巴黎     | 50人                        | 547至800人                  |
| 19世纪中叶的德累斯顿 | 沒有數據                    | 304人                       |

當時歐洲病人逝世後進行病理解剖，確定死因已成為慣例，许多医生仔细解剖了产褥热的妇女尸体，发现她们体内充满了一种难闻的白色液体，于是对这种情况提出了多种假设：
1. 難聞氣味可能來自醫院。
2. 产褥热可能跟磁场有關。
3. 那些產婦有可能患上乳腺阻塞，造成母乳在体内腐败而死亡，而白色液体就是腐败的母乳。

至於为何在家中分娩死亡率少的原因，醫學界认为那些產婦有产婆照顾，因为女人比较稳重，因此受产褥热折磨的產婦，特别不愿意被男医生和医科生观察。有人甚至提出产褥热只不過是產妇抱著恐惧心態入院，可說是心理因素作祟。
早在公元1795年的時候，一名曾在海軍擔任軍醫的蘇格蘭裔產科醫生亞歷山大·戈登（Dr. Alexander Gorden），已經在他的論文（Treatise on the Epidemic of Puerperal Fever）表示，產褥热是透過醫生和助產士傳播。戈登醫生寫道：「雖然要我提及這個推論實在很不愉快，但我不得不承認自己才是令無數產婦患上產褥熱的原因。」，可是他的推論一直被當時醫學界忽略。
直到十九世紀中葉，醫學界對傳染病學依然毫無認識，許多醫生沒有意識到消毒的必要性，最典型例子就是費城的著名產科醫生Dr. Charles Meigs'，他曾說過：「醫生都是紳士，作為紳士的手必然是潔淨的。」這個觀點很明顯得到大部分醫生認同，因此医生在手术和尸体解剖中不會洗手，更加不戴手套。

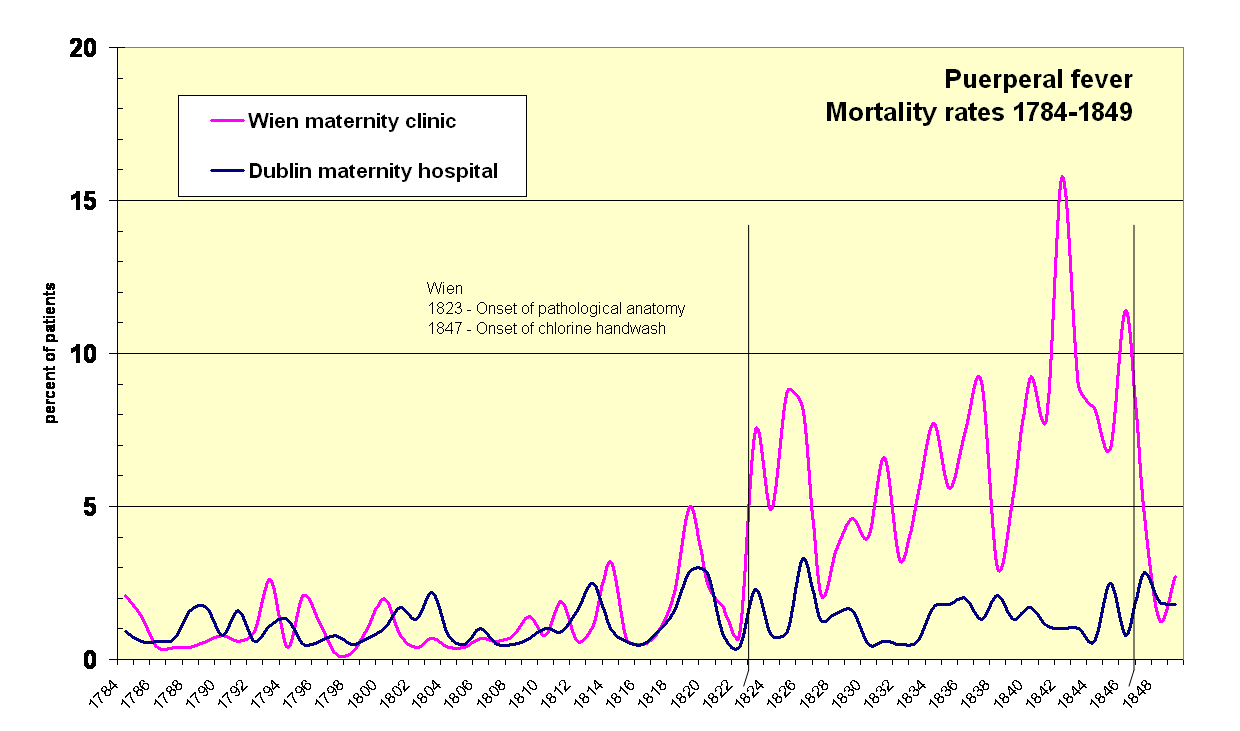
塞麥尔维斯在他公元1861年的著作《產褥熱的病原、實質和預防》提出證據，表示自公元1823年維也納總醫院開始進行病理解剖後（直線顯示），醫院內產褥熱個案急劇增加，兩者之間有明顯關連。
自公元1847年他要求醫生用漂白粉洗手，產褥熱病人數目則大幅減少。至於沒有病理解剖項目的都柏林產科醫院，它的產褥熱個案亦同時用作對照，但顯然他的努力徒勞無功。

这时，年轻的匈牙利医生伊格纳兹.塞麥尔维斯（Dr. Ignaz Semmelweis）在维也纳总医院做產科醫生，他一直苦苦思索產婦患上產褥熱的原因。在機緣巧合下，當時該醫院一名医生在解剖尸体中偶然割伤自己后，不久病逝，病癥與患上产褥热產婦的症状完全一样。他推斷医院里发生的产褥热，可能是医生们把「毒物」透過自己受污染的双手和器械，带给了产妇。為了驗證他的推論，他要求医生在接生前必须用漂白粉仔细洗手，以防止这种致命的“毒物”，最後效果顯著，產褥熱死亡率急降百分之九十。 
不過在1850年维也纳医生公会的演讲会上，塞麦尔维斯在报告了产褥热发生的原因和预防的方法后，宣布「是医生们自己受污染的双手和器械，把灾难带给了产妇」这一结论时，会场秩序大亂。在場醫生們紛紛指責塞麦尔维斯妖言惑眾，他們很難接受自己雙手，竟是導致產婦患上产褥热的罪魁禍首，而且此論調亦大損醫生們的形象。因此醫學界仍是依然故我，不願接受塞麦尔维斯的推論，這種頑固態度結果卻為無數孕婦帶來無盡痛苦，接生期間墮進鬼門關的陰影揮之不去 。醫學界對塞麦尔维斯的蔑視和嘲笑，逼使他離開維也納，最後他在一間精神病院郁郁而終。
從以上事例中，除了顯示當時醫學界自以為是的風氣十分盛行，亦因為當時的醫學界還未養成將實驗做為判定理論成敗的習慣。塞麦尔维斯的悲劇，其實也和他自己的能力有關，他是一個文筆不佳，不善言詞、不喜與人交際的人，甚至連母語都說得不流利，也未積極地把觀察結果發表於醫學期刊，亦缺乏一套標準程序的實驗手段，以證明自己的理論。
直到塞麦尔维斯在公元1865年去世當年，法國微生物學家路易·巴斯德发现了蚕病细菌，證實傳染病都是微生物在生物體內孳生引致，世人才理解到塞麦尔维斯的消毒措施在降低病人死亡率方面，具有重要的医疗价值，“消毒外科手术”這才迅速普及。如今世人把塞麦尔维斯尊称为「母亲们的救星」，在布达佩斯市中心的一个广场竖立着他的紀念雕像，雕像基座上是一个怀抱婴儿妇女，她永远仰望着这位不朽的恩人。

## 感染产褥热喪生的名人
下表是因感染產褥熱去世的著名女性：
| 名人                                    | 去世日期（公元） | 身份                                | 簡介 |
| 約克的伊麗莎白 Elizabeth of York        | 1503年2月11日    | 英格蘭國王亨利七世的皇后            | 在誕下四女凱瑟琳·都鐸（Katherine Tudor）後，因感染產褥熱而在一星期內去世。 |
| 珍·西摩 Jane Seymour                    | 1537年10月24日   | 英格蘭國王亨利八世第三任妻子        | 在誕下亨利八世（Henry VIII of England）唯一男性繼承人愛德華六世（Edward VI）十二日後，因感染產褥熱而去世。                                                                                              |
| 凯瑟琳·帕尔 Catherine Parr              | 1548年9月5日     | 英格蘭國王亨利八世第六任妻子        | 亨利八世死後，凱瑟琳改嫁給舊愛第一代休德利的西摩男爵托馬斯·西摩，並誕下她唯一的女兒瑪麗·西摩（Mary Seymour）後，因感染產褥熱而在六天後去世。                                                            |
| 安娜·利奧波多芙娜 Анна Леопольдовна     | 1746年3月19日    | 俄罗斯皇帝伊凡六世的母亲和摄政      | 伊凡六世被伊丽莎白女皇推翻后，安娜夫妇以及刚出生的女儿叶卡捷琳娜被新女皇关押。安娜在囚禁地生下三名子女，最终在生下小儿子阿列克谢九天后因感染产褥热去世。                                                |
| 玛丽·沃斯通克拉夫特 Mary Wollstonecraft | 1797年9月10日    | 18世紀英國作家、 哲學家和女權主義者 | 公元1792年著作《女權辯護》（Vindication of the Rights of Woman），成為她最知名的作品。不過在誕下第二個女兒瑪麗·雪萊（Mary Shelley）後，因在分娩過程中殘留下來的胎盤組織引起細菌感染，最後因敗血症去世。 |
| 伊莎贝拉·比顿 Isabella Beeton           | 1865年2月6日     | 英国著名烹饪作家                    | 曾著作《比顿夫人的家庭管理全书》（Mrs Beeton's Book of Household Management），大受歡迎。在誕下第四名子女後，因感染產褥熱而不幸去世。                                                                   |
| 珍·韋伯斯特 Jean Webster                | 1916年6月11日    | 美国著名作家                        | 著名小說《長腿叔叔》（Daddy-Long-Legs）的作者，在誕下女兒後不到一日，便因患上產褥熱去世。為了紀念她，她的女兒被命名為珍（Little Jean）。                                                                |

## 延伸閱讀
- The Doctors' Plague: Germs, Childbed Fever and the Strange Story of Ignac Semmelweis, (New York: W.W. Norton, 2003)
ISBN：0393052990， Author: Sherwin B. Nuland
（中文版：洗手戰役（莊安祺譯），時報文化出版公司（台北），2005年10月初版，ISBN：9571343498）